# Accettazione (romanzo)
Accettazione (Acceptance) è un romanzo di fantascienza del 2014 dello scrittore statunitense Jeff VanderMeer, il terzo e ultimo della serie Trilogia dell'Area X (in originale, Southern Reach Trilogy), ambientata in una zona segreta e disabitata del continente americano in cui avvengono fatti all'apparenza inspiegabili.

## Trama
A capitoli alterni, il romanzo racconta alcuni antefatti occorsi ai protagonisti, e continua la narrazione dove si era interrotto il precedente.

### Il guardiano del faro
Prima dell'esistenza dell'Area X l'ex predicatore Saul Evans, divenuto guardiano del faro, stabilisce un rapporto di amicizia con Gloria, una ragazzina di nove anni che vive nei pressi: si tratta della futura direttrice della Southern Reach, che partecipa alla dodicesima spedizione (raccontata nel primo romanzo della trilogia) in qualità di psicologa. Il lavoro di Saul è disturbato da Henry e Suzanne, membri di un'agenzia governativa autorizzata a condurre esperimenti nel faro e nei dintorni. Un giorno Saul si punge con un misterioso fiore di luce trovato in terra, e da quel momento comincia a avere incubi nei quali si trova a recitare il sermone le cui parole appariranno in seguito sulle pareti della Torre, il manufatto nell'Area X.
Vedendo un'altra misteriosa luce nella lente del faro, Saul vi penetra. All'uscita trova Henry e Suzanne morti, ma anche una copia di Henry, il primo clone creato dall'Area X. Al termine della sua linea narrativa, Saul si trasforma nella creatura chiamata lo "Scriba" apparsa nel primo romanzo.

### La direttrice
Diventata direttrice della Southern Reach sotto la guida di Lowry, l'unico sopravvissuto della prima spedizione, Gloria penetra nell'Area X di nascosto insieme al suo collaboratore Whitby; nel faro rinviene e porta con sé il telefono cellulare e la piccola pianta immortale che avevano turbato Controllo nel precedente romanzo. Al ritorno all'agenzia, la direttrice scopre di avere un tumore. Pianifica la dodicesima spedizione, rifiutandosi di fare rapporto a Lowry a proposito della sua entrata illegale nell'Area. Lei stessa parteciperà in qualità di psicologa, per vedere ancora una volta i luoghi della sua infanzia. Durante una conversazione con Lowry, ipotizza che Henry e Suzanne siano coinvolti nella creazione dell'Area.

### Controllo e Uccello Fantasma
Dopo essere penetrati nell'Area X attraverso il secondo portale, Controllo e Uccello Fantasma raggiungono Failure Island, di fronte al faro. Qui incontrano la vice direttrice Grace, secondo la quale l'Area X si espande velocemente perché il tempo all'interno scorre più veloce che all'esterno: infatti sono tre anni che lei si trova qui sull'isola, dopo il rapido spostamento del confine verso nord, mentre per i due sono passate solo alcune settimane.
Grace è in possesso di un diario lasciato dalla biologa della dodicesima spedizione, scritto molti anni dopo quello esposto nel primo romanzo: dopo gli eventi narrati in Annientamento, la biologa giunse a Failure Island e vi rimase per circa trent'anni, in compagnia di un gufo che lei riteneva essere suo marito, membro dell'undicesima spedizione. Anche la biologa nel frattempo è stata trasformata dall'Area X e riappare al cospetto di Controllo, Uccello Fantasma e Grace sotto forma di un mostro gigantesco.
I tre fanno ritorno alla costa e alla Torre, dove si imbattono nello Scriba; quando Uccello Fantasma lo tocca, è attraversata dalla visione della nascita dell'Area X. Grace spara allo Scriba ma colpisce Uccello Fantasma, e Controllo, toccato dalla creatura, si accorge di essere vicino alla morte. Scende consciamente fino al fondo della Torre e si getta dentro la luce che lo attende, tramutandosi nel frattempo in un ignoto animale.
Grace e Uccello Fantasma decidono di tornare all'esterno, e si incamminano verso il confine domandandosi di quanto si sia espansa l'Area X, e se ancora esista un mondo al di fuori di essa.

## Edizioni
- Jeff VanderMeer, Accettazione, traduzione di Cristiana Mennella, collana Supercoralli, Einaudi, 2015,  p. 280, ISBN 978-88-584-1907-6.